# سياسة الوفاق
سياسة الوفاق هي محاولات بناء علاقات بين بلدين أو أكثر على أساس من المصالحة والوفاق بدلا من التوتر والمواجهة.

## سياسة الوفاق بين الولايات المتحدة والاتحاد السوفيتي
ارتبطت فترة السبعينات بمحادثات الوفاق بين كل من الولايات المتحدة الأمريكية والاتحاد السوفيتي وبأسماء كل من الرئيس الأمريكي ريتشارد نيكسون ومستشاره للأمن القومي ووزير خارجيته هنري كسنجر وليونيد بريجنيف، الأمين العام للحزب الشيوعي السوفييتي.
تغيرت علاقات القوى وميزان الأسلحة الذرية والإستراتيجية بين الكتلتين في فترة ما بعد الحرب العالمية الثانية وأصبحت الولايات المتحدة والاتحاد السوفيتي قادرين على إلحاق ضرر غير محتمل بالآخر بغض النظر عمن يوجه الضربة الأولى وهو وضع لن يكون فيه ثمة كسب وبالتأكيد أي انتصار للقوة التي تثير حربا ذرية وهكذا تحقق كلا الطرفين من الأهمية الحيوية لوقف الاندفاع الخطير في سباق التسلح.
منذ أن تولى ريتشارد نيكسون الحكم في يناير 1969، أعلنت إدارته أن من أهدافها أن تقيم علاقات بين الولايات المتحدة والاتحاد السوفيتي على أساس من المفاوضة بدلا من المواجهة، بل وطمحت في أن تعتبر هذه المرحلة إلى أخرى أكثر تقدما، يجرى فيها إقامة بناء للسلام يعتمد على التعاون بين البلدين في الميادين السياسية والاقتصادية والثقافية والفنية. وأعتبر كيسنجر بإجماع المراقبين، مهندس سياسة الوفاق بين البلدين والمنظر الذي قدم أساسها الفكري، وبعدها التاريخي والاستراتيجي.